# Đồn Lưu
Đồn Lưu (chữ Hán giản thể:屯留区, âm Hán Việt: Đồn Lưu khu) là một quận thuộc địa cấp thị Trường Trị, tỉnh Sơn Tây, Cộng hòa Nhân dân Trung Hoa. Trước tháng 9/2018 là huyện Đồn Lưu. Quận Đồn Lưu có diện tích 1042 km², dân số năm 2002 là 240.000 người. Quận Đồn Lưu được chia thành 5 trấn và 16 hương.
- Trấn: Thành Quan, Phong Nghị, Trương Điếm, Dư Ngô, Ngô Nguyên.
- Hương: Tây Oa, Thượng Liên, Đông Lý Cao, Cao Đầu Tự, Nghi Lâm, Bát Tuyền, Tây Lưu Trại, Tây Thôn, Tây Oa, Tây Cố, Hà Thần Miếu, Lộ Thôn, Đông Pha, Thượng Thô, Trượng Bát Miếu, Bắc Cương.